# Cerberodon viridis
Cerberodon viridis är en insektsart som beskrevs av Perty, J.A.M. 1832. Cerberodon viridis ingår i släktet Cerberodon och familjen vårtbitare. Inga underarter finns listade i Catalogue of Life.